# プレドーイ
プレドーイ（イタリア語: Predoi ; ドイツ語: Prettau プレッタウ）は、イタリア共和国トレンティーノ＝アルト・アディジェ州ボルツァーノ自治県にある、人口約500人の基礎自治体（コムーネ）。イタリア共和国最北端のコムーネである。
古代の銅鉱山の遺跡がある。

## 地理

### 位置・広がり
ボルツァーノ自治県北東端に所在するコムーネである。プレドーイの集落は、ブルーニコの北北東約29km、ブレッサノーネの北東約49km、リエンツの北西約55km、インスブルックの東南東約59km、県都ボルツァーノの北東約83km、州都トレントの北東約131kmに位置する。イタリア共和国最北端のコムーネであり、首都ローマからは北へ約573km離れている。
北・東・南の三方をオーストリアとの国境に囲まれており、北がチロル州（北チロル）、北東がザルツブルク州、東から南がチロル州（東チロル）と接している。

#### 隣接コムーネ
隣接するコムーネ、およびそれに相当する行政区画は以下の通り。ATで始まるのはオーストリア領で、AT-5はザルツブルク州、AT-7はチロル州を示す。
- クリムル（英語版） (AT-5) - 北東
- プレーグラーテン・アム・グロースヴェネーディガー（英語版） (AT-7) - 東
- ザンクト・ヤーコプ・イン・デフェルエッゲン（英語版） (AT-7)  - 南
- カンポ・トゥーレス - 南西
- ヴァッレ・アウリーナ - 西
- ブラントベルク（英語版） (AT-7) - 北西

## 行政

### 分離集落
プレドーイには、以下の分離集落（フラツィオーネ）がある。
- Wieserboden, Boscaroli (Weiher), Canova (Neuhaus), Casere (Kasern), Fonte della Roccia (Trinkstein), Pratomagno (Prastmann)

## 住民
| 言語集団調査（2011年） | 言語集団調査（2011年） | 言語集団調査（2011年） | 言語集団調査（2011年） | 言語集団調査（2011年） |
| ---------------------- | ---------------------- | ---------------------- | ---------------------- | ---------------------- |
|                        |                        |                        |                        |                        |
| ドイツ語               | ドイツ語               |                        | 97.33%                 | 97.33%                 |
| イタリア語             | イタリア語             |                        | 2.67%                  | 2.67%                  |
| ラディン語             | ラディン語             |                        | 0.00%                  | 0.00%                  |

### 言語
2011年に行われた、住民がドイツ語・イタリア語・ラディン語のいずれの「言語集団」に属するかの調査（調査方法などについてはボルツァーノ自治県#言語集団調査を参照）においては、住民の97%がドイツ語話者であると回答した。